# Бодио (Варезе)
Бодио је насеље у Италији у округу Варезе, региону Ломбардија.
Према процени из 2011. у насељу је живело 2070 становника. Насеље се налази на надморској висини од 280 м.